# Bisbe
|  | Aquest article tracta sobre el càrrec de l'església cristiana. Si cerqueu l'embotit, vegeu «botifarra». |

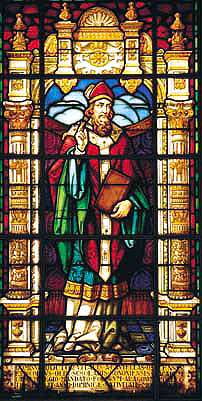
Bisbe Vidal de Canyelles.

Un bisbe (del grec επίσκοπος, vigilant) és un càrrec de la jerarquia de l'Església catòlica, tot i que també és un càrrec present en altres esglésies cristianes com l'Església Ortodoxa, les Esglésies ortodoxes orientals, la Comunió anglicana i algunes esglésies protestants. Quan un sacerdot és ordenat bisbe se li atorga una diòcesi sobre la qual té poder. Depèn directament de Roma i el Papa, tot i que està sota la influència d'altres estaments eclesials com els cardenals. El Papa és el bisbe de Roma. Els símbols del càrrec són: la mitra; l'anell pastoral com a símbol de la seva unió amb l'Església (se'ls col·loca durant la cerimònia de consagració episcopal); el bàcul pastoral com a símbol de pastor del poble cristià.

## Classes de bisbes[4]
- Bisbe ordinari: a les esglésies catòlica i anglicana és sinònim de bisbe diocesà, ço és, aquell bisbe a qui competeix en la diòcesi que se li ha confiat tota la potestat ordinària, pròpia i immediata que cal per a l'exercici de la seva funció pastoral, exceptuades aquelles causes que pel dret o per decret del Papa es reserven a l'autoritat suprema o a una altra autoritat eclesiàstica.
- Bisbe auxiliar: és l'assignat a un bisbe ordinari perquè el supleixi o l'ajudi en el govern de la diòcesi. Antigament també rebia el nom de bisbe d'anell.
- Bisbe coadjutor: és el designat perquè ajudi al bisbe ordinari en el govern d'una diòcesi, tenint el dret a successió d'aquella seu episcopal quan quedi vacant.
- Bisbe electe: era el que únicament era nomenat per part del rei, sense estar encara consagrat ni confirmat per Roma. Actualment és aquell bisbe que encara no ha pres possessió d'una nova seu episcopal però el seu nomenament ja s'ha fet públic, sigui un bisbe en exercici o un sacerdot encora no havia rebut l'ordenació episcopal quan va ser promogut.
- Bisbe preconitzat: actualment és aquell que ha estat nomenat pel Papa però que encara no ha estat ordenat o pres possessió del govern de la seva diòcesi. Sinònim de bisbe electe.
- Bisbe regionari: és aquell que, sense tenir càtedra episcopal assignada, anava a exercir el seu ministeri a diferents llocs en virtut de les necessitats de l'Església.
- Bisbe sufragani: és el d'una diòcesi que, juntament amb d'altres, forma la província eclesiàstica o territori governat per l'arquebisbe.
- Bisbe titular: és el bisbe que està a càrrec d'una diòcesi que en el passat era una diòcesi normal, però que en l'actualitat existeix únicament en el seu títol i per això es diu diòcesi titular. Ell no és un bisbe diocesà ordinari, sinó un oficial de la Santa Seu, un bisbe auxiliar, o el cap d'una jurisdicció (per exemple un vicariat apostòlic) que és equivalent a una diòcesi sota el dret canònic. Abans del 1882 s'emprava en aquest sentit l'expressió bisbe in partibus infidelium (en les regions posseïdes pels infidels) o simplement bisbe in partibus.